# Max Delbrück
Max Ludwig Henning Delbrück, FRS (Berlim, 4 de setembro de 1906 — Pasadena, Califórnia, 9 de março de 1981) foi um biologista alemão, naturalizado estadunidense, ajudou a lançar o programa de pesquisa em biologia molecular no final de 1930. Ele estimulou o interesse dos cientistas físicos em biologia, especialmente a pesquisa básica para explicar fisicamente genes, misteriosos na época. Formado em 1945 e liderado por Delbrück, juntamente com Salvador Luria e Alfred Hershey, o Phage group fizeram progressos substanciais desvendando aspectos importantes da fisiologia celular.

## Vida e obra
Max Delbrück nasceu em Berlim, Alemanha. Filho de Hans Delbrück, professor de história na Universidade de Berlim. Sua mãe era neta de Justus von Liebig. Delbrück estudou astrofísica, e depois física teórica, na Universidade de Göttingen. Depois de receber o seu doutorado em 1930, ele viajou através da Inglaterra, Dinamarca e Suíça. Ele se encontrou com Wolfgang Pauli e Niels Bohr, que o fez se interessar pela biologia. Em 1937, ele mudou-se para os Estados Unidos para prosseguir em seu interesse pela biologia, pesquisando sobre a genética da mosca da fruta Drosophila melanogaster na Divisão de Biologia da Caltech.
Permaneceu nos Estados Unidos durante a Segunda Guerra Mundial, ensinando Física na Universidade de Vanderbilt, em Nashville, prosseguindo simultaneamente a sua pesquisa genética. Entre 1946 e 1953 integrou temporariamente o grupo reunido sob o nome de Macy Conferences, contribuindo para a consolidação da teoria cibernética.
Em 1969, junto com Alfred Hershey e Salvador Luria, foi agraciado com o Nobel de Fisiologia ou Medicina, por investigar e explicar o mecanismo das infecções virais em células vivas.

## Publicações
- Quantitatives zur Theorie der homöopolaren Bindung (= Annalen der Physik. Folge 5, Band 5. 1930, Nr. 1, S. 36–58). J. A. Barth, Leipzig 1930, DNB 570074754, OCLC 793769533 (Dissertation doctoral Georg-August-Universität in Göttingen 1930, 22 Seiten)
- Über die Natur der Genmutation und der Genstruktur mit Nikolai Wladimirowitsch Timofejew-Ressowski und Karl Günter Zimmer. Weidmann, Berlin 1935, OCLC 73076219.
- Wahrheit und Wirklichkeit: Über die Evolution des Erkennens. Rasch und Röhring, Hamburg 1986, ISBN 3-89136-058-4.
- Die Pipette ist meine Klarinette. Originaltonaufnahmen 1954–1979, hrsg. v. Klaus Sander. Audio-CD, 65 min. supposé, Köln 2007, ISBN 978-3-932513-75-6.
- Ein Physiker betrachtet erneut die Biologie – zwanzig Jahre später, In: Wissenschaft und Fortschritt, 20, Heft 4, 172–174 (1970); deutsche Übersetzung von Max Delbrück: A Physicist’s Renewed Look at Biology: Twenty Years Later, in: Science, 12 June, 168, 1312–1315 (1970).
- Geleitwort zur deutschen Ausgabe. In: John Cairns, Gunther S. Stent, James D. Watson (Hrsg.), Erhard Geißler (Hrsg. der deutschen Ausgabe): Phagen und die Entwicklung der Molekularbiologie. Akademie-Verlag, Berlin (Ost) 1972, S. 7–10.